# Bohuslav Martinů

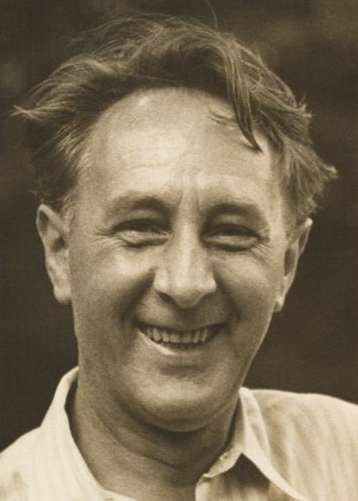
Bohuslav Martinů (um 1942)

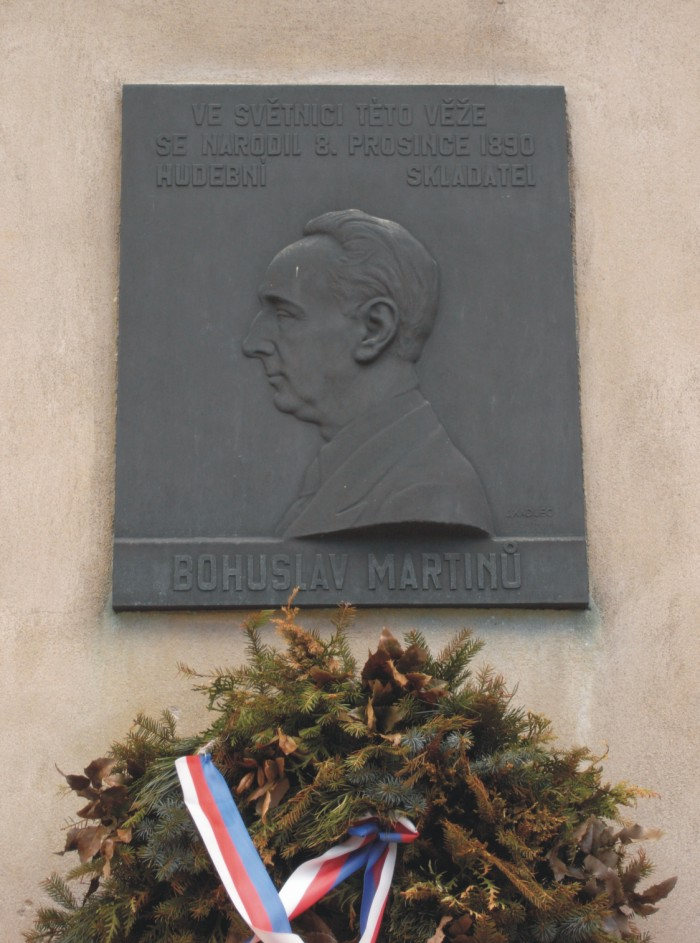
Gedenktafel an der Kirche in Polička

Bohuslav Martinů (* 8. Dezember 1890 in Polička, Böhmen, Österreich-Ungarn; † 28. August 1959 in Liestal, Schweiz) anhörenⓘ war ein tschechischer Komponist.

## Leben
Martinů – Sohn eines Schuhmachers und Türmers – erhielt seinen ersten Violinunterricht beim Schneider seines Heimatortes. Dank seiner bemerkenswerten Fortschritte finanzierten ihm die Stadtbewohner ein Studium am Prager Konservatorium, wo er ab 1906 Violine bei Josef Suk und ab 1909 zusätzlich Orgel und Komposition studierte. 1910 jedoch wurde er wegen mangelnden Interesses vom Unterricht ausgeschlossen. Trotzdem erlangte er 1912 das Diplom als Violinlehrer. In den Jahren 1913 und 1914 spielte er als Gast die zweite Violine bei der Tschechischen Philharmonie in Prag. Den Ersten Weltkrieg verbrachte er als Musiklehrer in seiner Heimatstadt, er war als wehrdienstuntauglich eingestuft worden. Von 1918 bis 1923 war Martinů wiederum Geiger in der Tschechischen Philharmonie, ab 1920 als reguläres Mitglied. In den Jahren 1922 und 1923 nahm er wiederholt Kompositionsunterricht bei Josef Suk und zog 1923 nach Paris, um dort seine Kompositionsstudien bei Albert Roussel zu vollenden.
Dort lernte er Charlotte Léonie Victorine Quennehen (1894–1978) kennen, die er 1931 heiratete. Bis 1940 lebten sie in Paris und weilten zwischendurch auch gerne bei Martinůs Mäzen Paul Sacher auf Schönenberg. Als seine Musik in seiner Heimat von den Nationalsozialisten verboten wurde und sich der Einmarsch der deutschen Truppen in Paris abzeichnete, floh er, lebte einige Monate in Aix-en-Provence und reiste innerhalb von neun Monaten mit kurzen Stationen in Marseille und Lissabon in die USA aus.

### USA
In den USA lehrte Martinů von 1941 bis 1953 Komposition, unter anderem beim Musikfestival in Tanglewood, im westlichen Massachusetts, und an der Princeton University, in New Jersey (bis 1948), danach an der Mannes School of Music in New York. Eine 1945 erhaltene Professur für Komposition am neugegründeten Prager Konservatorium trat er wegen persönlicher Schicksalsfälle und der allgemeinen Situation in der Tschechoslowakei nicht an. 1952 erhielt er die US-Staatsbürgerschaft.
1953 kehrte er nach Europa zurück, wo er bis 1955 in Nizza und kurzzeitig in Rom lebte. Danach unterrichtete er ein Jahr lang am Curtis Institute in Philadelphia. 1955 wurde er in die American Academy of Arts and Letters gewählt.

### Schweiz
Seine letzten Lebensjahre verbrachte Martinů ab 1956 in der Schweiz, einzig unterbrochen durch seine Tätigkeit 1956/57 als Lehrer an der US-amerikanischen Musikakademie in Rom. In der Schweiz lebte er bei Paul Sacher in Pratteln BL, auf dem Familiensitz Schönenberg. Dank einer Ausnahmebewilligung wurde er auch dort bestattet, nachdem er 1959 im Baselländischen Kantonspital Liestal gestorben war. Seine Frau wollte neben ihm bestattet werden, was einer zweiten Ausnahmebewilligung bedurft hätte und in Pratteln unwahrscheinlich war. Sie legte deshalb 1975 fest, dass Martinůs sterbliche Überreste nach Polička überführt werden sollten. Dies geschah jedoch erst nach ihrem Tod am 23. November 1978; am 12. Juli 1979 fiel der Entscheid und am 16. August wurden Martinůs sterbliche Überreste in seine Heimat überführt, wo auch seine Frau Charlotte bestattet worden war. Am 27. August fand das Staatsbegräbnis statt. 1992 verlieh der Vizerektor der Prager Universität Paul Sacher eine Medaille für seine Verdienste um Bohuslav Martinů und dessen Werk. Nach Martinů ist der 1971 entdeckte Asteroid des inneren Hauptgürtels (3081) Martinůboh benannt.

## Zitat
Paul Sacher, Dirigent und Auftraggeber von Kompositionen, über Martinů: „Ich habe in meinem ganzen Leben keinen einfacheren, aufrichtigeren und ergreifenderen Menschen gekannt.“

## Werke (Auswahl)
Martinůs Werke sind im Halbreich-Verzeichnis (H) erfasst und nummeriert.
Der Bärenreiter-Verlag Kassel begann im April 2015 mit einer Gesamtausgabe, die dem Halbreich-Verzeichnis folgt.

### Orchesterwerke
- Symphonie Nr. 1 H 289 (1942)[8]
- Symphonie Nr. 2 H 295 (1943)
- Symphonie Nr. 3 H 299 (1944)
- Symphonie Nr. 4 H 305 (1945)[9]
- Symphonie Nr. 5 H 310 (1946)
- Symphonie Nr. 6 H 343 Symphonische Phantasien (1953)[10]
- Half-Time, Rondo H 142 (1924)
- La bagarre H 155 (1927)
- Les Fresques de Piero della Francesca H 352 (1954/55)[11]
- Mahnmal für Lidice H 296 (1943)[12]
- Parabeln H 367 (1958)
- Sinfonietta La Jolla H 328 (1950)[13]
- Tre ricercari H 267 (1938)
- Toccata e due canzoni H 311 (1946), ein Auftragswerk von Paul Sacher
- Suiten und etliche Gelegenheitswerke

### Konzerte
- Klavierkonzert Nr. 1 D-Dur H 149 (1925)
- Klavierkonzert Nr. 2 H 237 (1934)
- Klavierkonzert Nr. 3 H 316 (1948)
- Klavierkonzert Nr. 4 H 358 Incantation (1956)
- Klavierkonzert Nr. 5 H 366 Fantasia concertante (1958)
- Divertimento (Concertino) für Klavier (linke Hand) und Orchester H 173 (1926)
- Concertino für Klavier und Orchester H 269 (1938)
- Sinfonietta giocosa für Klavier und Orchester H 282 (1940)
- Konzert für Cembalo und kleines Orchester H 246 (1935)
- Violinkonzert Nr. 1 H 232bis (1932/33)
- Violinkonzert Nr. 2 H 293 (1943)
- Suite concertante für Violine und Orchester D-Dur H 276 (1939, rev. 1944)
- Concerto da camera für Violine und Streichorchester mit Klavier und Schlagzeug H 285 (1941)
- Rhapsody-Concerto für Viola und Orchester H 337 (1952)[14]
- Violoncellokonzert Nr. 1 H 196 (1930, rev. 1955)[15]
- Violoncellokonzert Nr. 2 H 304 (1945)
- Sonata da camera für Violoncello und Kammerorchester H 283 (1940)[16]
- Concertino für Violoncello, Bläser, Klavier und Schlagzeug c-Moll H 143 (1924)
- Konzert für Oboe und kleines Orchester H 353 (1955)[17]
- Duo concertant für 2 Violinen und Orchester H 264 (1937)
- Konzert für 2 Violinen und Orchester (Nr. 2) H 329 (1950)
- Konzert für 2 Klaviere und Orchester H 292 (1943)
- Konzert für Violine, Klavier und Orchester H 342 (1953)
- Konzert für Flöte, Violine und Orchester G-Dur H 252 (1936)
- Konzert für Streichquartett mit Orchester H 207 (1931)
- Konzert für Klaviertrio mit Orchester H 231 (1933)
- Concertino für Klaviertrio und Streichorchester H 232 (1933)[18]
- Doppelkonzert für 2 Streichorchester, Klavier und Pauken H 271 (1938), ein Auftragswerk von Paul Sacher[19]
- Sinfonia concertante Nr. 1 für 2 Orchester H 219 (1932)
- Sinfonia concertante Nr. 2 für Violine, Violoncello, Oboe, Fagott und Orchester H 322 (1949), ein Auftragswerk von Paul Sacher
- Concerto grosso für Kammerorchester H 263 (1937)

### Bühnenwerke
Opern
- Voják a Tanečnice (Der Soldat und die Tänzerin) H 162 (1926)
- Les larmes du couteau (Messertränen) H 169 (1928)
- Les trois souhaits ou Les vicissitudes de la vie (Die drei Wünsche oder Die Wechselfälle des Lebens) H 175 (1929)
- Le jour de bonté (Der Wohltätigkeitstag) H 194 (1931)
- Hry o Marii (Marienspiele) H 236 (1934)
- Hlas lesa (Die Stimme des Waldes) H 243 (1935)
- Veselohra na mostě (Komödie auf der Brücke) H 247 (1935)
- Divadlo za branou (Das Vorstadttheater) H 251 (1936)
- Juliette ou La clé des songes H 253 (1938)
- Alexandre bis (Zweimal Alexander) H 255 (1937)
- What Men Live By (Wovon die Menschen leben) H 336 (1952)
- The Marriage (Die Heirat) H 341 (1952)
- Plainte contre inconnu (Anklage gegen unbekannt) H 344 (1953)
- Mirandolina H 346 (1954)
- Ariane H 370 (1958)
- The Greek Passion (Griechische Passion) H 372 (1958)

Ballette (Auswahl)
- Istar H 130 (1923)
- Kdo je na světě nejmocnější (Wer ist der Mächtigste auf Erden) H 133 (1923)
- Špalíček (Liederbündel) H 214/I (1931–33)
- Špalíček (Liederbündel) H 214/II (1940)

### Vokalmusik
- Česká říkadla (Tschechische Kinderverse), sechs vierstimmige Frauenchöre auf Worte der Volkspoesie (1930/31)
- Čtyři písně o Marii (Vier Lieder über Maria) für gemischten Chor auf Volkspoesie (1934)
- České madrigaly (Tschechische Madrigale), acht Madrigale für Frauen und Männerstimmen auf mährische Volkspoesie (1939)
- Polní Mše (Feldmesse) für Bariton, Männerchor und Orchester H 279 (1939)
- Pět českých madrigalů (Fünf Tschechische Madrigale) für Sopran, Alt, Tenor und Bass auf Volkspoesie (1948)
- Tři písně posvátné (Drei Geistliche Lieder) für Frauenchor mit Violine auf mährische Volkspoesie (1952)
- Tři zpěvy, drei sechsstimmige Frauenchöre auf Worte der Volkspoesie (1952)
- Romance z pampelišek (Löwenzahn-Romanze) für gemischten Chor und Solo-Sopran (1957)[20]
- Zbojnické písně (Räuberlieder), zehn Männerchöre auf mährische Volkspoesie (1957)
- Das Gilgamesch-Epos, Kantate H 351 (UA 1958), Auftragswerk von Paul Sacher
- Madrigaly, vier Madrigale für Sopran, Alt, Tenor und Bass auf mährische Volkspoesie (1959)
- zahlreiche weitere Lieder, Kantaten und Hymnen

### Kammermusik
- 7 Streichquartette: Nr. 1 H 117 (1918), Nr. 2 H 150 (1925), Nr. 3 H 183 (1929), Nr. 4 H 256 (1937), Nr. 5 H 268 (1938), Nr. 6 H 312 (1956), Nr. 7 H 314 Concerto da Camera (1947)
- Streichsextett H224 (1932)[21]
- Streichquintett mit 2 Violen H 164
- Streichtrio Nr. 2, H 238 (1934 Paris)[22]
- 3 Klaviertrios: Nr. 1 Cinq pièces brèves H 193 (1930), Nr. 2 H 327 (1950), Nr. 3 H 332 (1951)
- Trio für Flöte, Violoncello und Klavier in C-dur H 300 (1944)[23]
- Klavierquartett H 287 (1942 Jamaica; Long Island, New York)[24]
- 2 Klavierquintette: Nr. 1 H 229 (1933), Nr. 2 H 298 (1944)
- Sonate für Flöte und Klavier H 306 (1945)[25]
- 6 Violinsonaten
- Violasonate H 355 (1955)[26]
- Three Madrigals (Duett No. 1) for Violin and Viola, H 313 (1947 New York)[27]
- 3 Violoncellosonaten: Nr. 1 H 277 (1939),[28] Nr. 2 H 286 (1941),[29] Nr. 3 H 340 (1952)[30]
- Klarinettensonate H 356 (1956)
- Vier Madrigale für Oboe, Klarinette und Fagott, H 266 (1938 Nice)[31]
- Oboe Quartett (Oboe, Violine, Cello, und Klavier), H 315 (1947 New York)[32]
- Sonatine für Trompete und Klavier H 357 (1956)
- Sonate für 2 Violinen und Klavier H 213 (1932)
- Sonate für Flöte, Violine und Klavier H 254 (1937)[33]
- Madrigal-Sonate für Flöte, Violine und Klavier H 291 (1942)
- 4 Serenaden: Nr. 1 für 2 Klarinetten, Horn, 3 Violinen und Viola H 217 (1932), Nr. 2 für 2 Violinen und Viola H 216 (1932), Nr. 3 für Oboe, Klarinette, 4 Violinen und Violoncello H 218 (1932), Nr. 4 für 2 Klarinetten, Violine, Viola und Violoncello H 334 (1951)
- Toccata e due canzoni
- Romanze für Violine und Klavier (1930)
- Duo für Violine und Violoncello Nr. 1 H 157 (1927)[34]
- Nonett H 374 (1959 Schönenberg-Pratteln)[35]
- Fantasia für Theremin (oder Ondes Martenot), Oboe, Streichquartett and Klavier, H 301 (1944 Ridgefield, Conn.)[36]
- zahlreiche weitere Kammermusik-Werke

### Klaviermusik
- Loutky (Marionetten) für Klavier  (Heft I  H 137  1924, Heft II  H 116  1914–1918,  Heft III  H 92  1912–1914)
- Etüden und Polkas H 308 (1945)
- Klaviersonate H 350 (1954)
- Cembalosonate H 368 (1958)
- zahlreiche weitere Klavierstücke